# His Statue Falls
Gli His Statue Falls sono un gruppo musicale tedesco formatosi a Saarbrücken nel 2003.

## Formazione

### Formazione attuale
- Jan Vergin – voce death (2013-presente)
- Dennis Fries – voce melodica, chitarra (2003-presente)
- Seb Monzel – chitarra, tastiera, sintetizzatore (2013-presente)
- Michael Kaczmarczyk – basso (2015-presente)
- Markus Pesch – batteria, percussioni (2012-presente)

### Ex componenti
- Alex Sauer – voce death (2003-2012)
- Christoph Hoffmann – chitarra, sintetizzatore (2003-2013)
- Christian Diehl – basso, sintetizzatore (2003-2015)
- Maximilian Schütz – batteria, percussioni (2003-2012)
- Thomas Theis – tastiera (2003-2010)

## Discografia

### Album in studio
- 2010 – Collisions
- 2012 – Mistaken for Trophies
- 2016 – Polar

### Album di remix
- 2010 – Collisions Remixed (Redfield Records)

### EP
- 2013 – I Am the Architect

### Demo
- 2007 – Demo